# Girolamo Savonarola
Girolamo Maria Francesco Matteo Savonarola (Ferrara, 21 de septiembre de 1452-Florencia, 23 de mayo de 1498) fue un fraile dominico ascético, predicador italiano, confesor del gobernador de Florencia, Lorenzo de Médici, organizador de la célebre hoguera de las vanidades de 1497, donde se coaccionó a los florentinos a arrojar sus objetos de lujo y sus cosméticos, además de libros que consideraba licenciosos, como los de Giovanni Boccaccio. Predicó contra el lujo, el lucro, la depravación de los poderosos y la corrupción de la Iglesia católica, contra la búsqueda de la gloria y contra la sodomía, sospechando que estaba en toda la sociedad de Florencia, donde él vivió.
Predijo que un nuevo rey Ciro atravesaría el país para poner orden en las costumbres de los sacerdotes y del pueblo. La intrusión del ejército de Carlos VIII de Francia, en 1494, en la Toscana confirmó su profecía. Sus críticas violentas contra la familia que gobernaba Florencia en esos años, los Médici, acusándoles de corruptos, contribuyeron a la expulsión del gobernador Pedro II de Médici por los florentinos en 1494. Sus ataques contra el papa Alejandro VI le valieron, primeramente, la excomunión, la prisión y la condena a la hoguera por un tribunal de la Inquisición en la plaza de Florencia y la inclusión de su obra en el Índice de libros prohibidos.

## Biografía

### Formación (1452-1482)

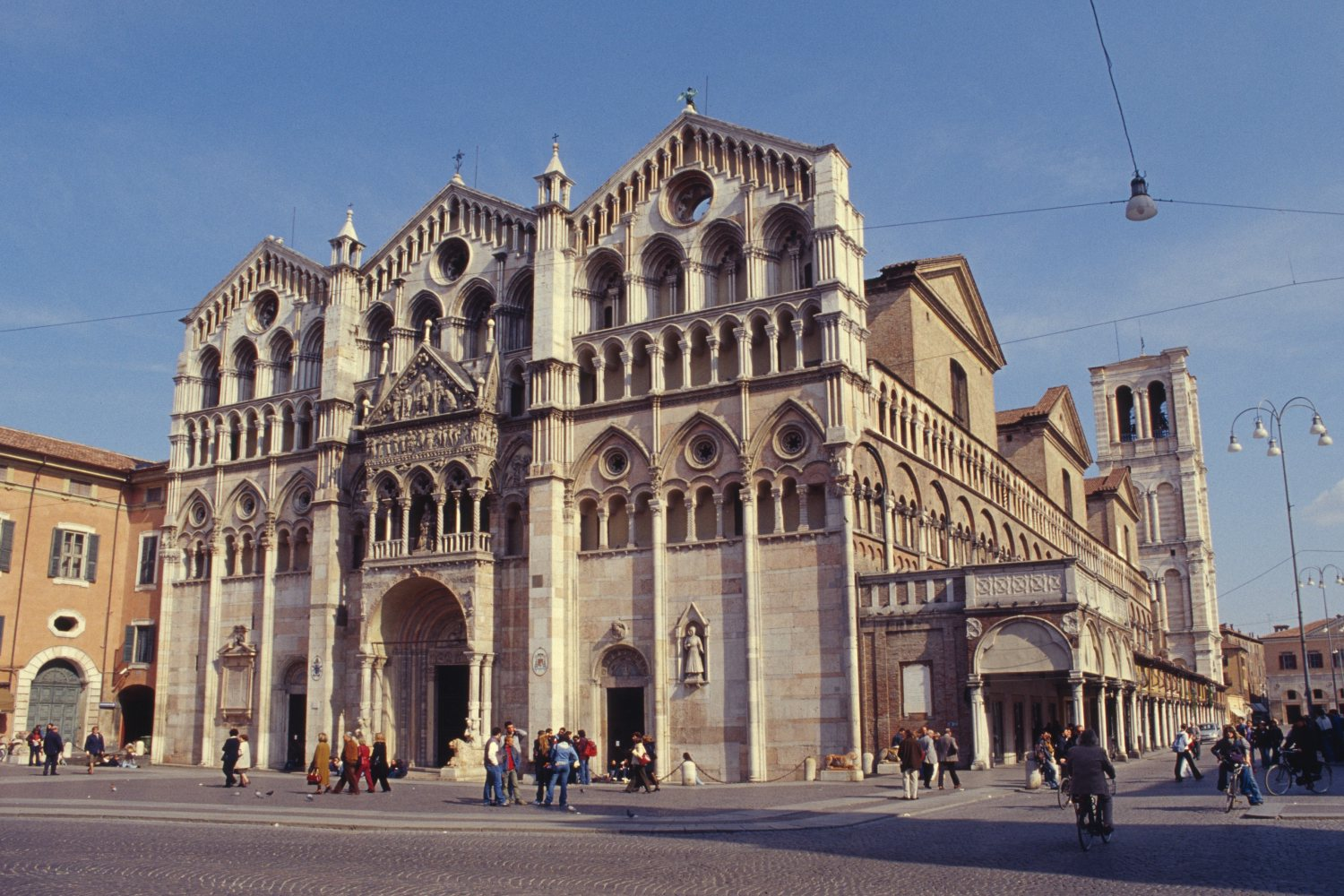
Catedral de Ferrara, ciudad en la que nació Savonarola.

Fue el tercero de los siete hijos del comerciante Nicoló di Michele dalla Savonarola y de Elena Bonacolsi, descendiente de la noble familia de los Bonacolsi, que fueron señores feudales de Mantua. Según costumbre de las familias acomodadas, éstos entregaron a varios de sus hijos a la Iglesia para que se educaran y fueran sacerdotes. El abuelo, Michele (1385-1468), era doctor y autor famoso en Medicina, médico del marqués Niccolò III de Este y de los gobernantes ferrarenses. Michele Savonarola, su abuelo, era un hombre profundamente religioso, estudioso de la Biblia, de costumbres sencillas y terminantes. En su vejez escribió opúsculos, como De laudibus Iohanni Baptistae, los cuales, junto con su educación y su estilo de vida, fueron muy importantes en la formación de Girolamo. Se encargó de su primera educación enseñándole gramática, música y, más tarde, dibujo. De los hermanos mayores, Ognibene y Bartolomeo, no se tienen noticias, mientras que de los otros hermanos, Maurelio, Alberto, Beatrice y Chiara, se sabe solamente que Alberto era médico y Maurelio era fraile dominico, igual que Girolamo.
Después de la muerte del abuelo, el padre, Niccolò, deseaba que Girolamo estudiara Medicina. En un principio, este se mostró apasionado por los diálogos escritos por Platón, pero pronto se orientó hacia las enseñanzas del aristotelismo y de santo Tomás de Aquino.
Después de haber alcanzado el título de maestro, empezó los estudios de Medicina que, sin embargo, abandonó a los dieciocho años para dedicarse a la teología, el estudio de las doctrinas católicas. Escribió, en 1472, De ruina Mundi, y en 1475, De ruina Ecclesiae, donde compara la Roma del papa con la antigua y corrupta Babilonia. Con este espíritu ingresó en el convento de San Agustín en Faenza, donde se convirtió en predicador. Posteriormente decidió entrar en la Orden de Predicadores o dominicana, ingresando en el convento de San Domenico de Bolonia. Allí se enfrasca en el estudio teológico, y en 1479 se traslada al convento de Santa Maria degli Angeli. Escribió discursos en los que acusó a la Iglesia de todos los pecados. Los papas humanistas, que ayudaban y mantenían a los artistas, eran su blanco preferido. Sus llamadas a la vida sencilla fueron seguidas con devoción por sus fieles. Las misas de Girolamo Savonarola llegaron a juntar quince mil personas.[cita requerida] Decía que todos los males de este mundo se debían a la falta de fe; porque, cualquiera que tuviese fe, se daría cuenta de inmediato que es muy necesario obrar bien, porque las penas del infierno son infinitas. Según Savonarola, los poderosos de este mundo se sentían orgullosos de haber puesto fin a la vida sencilla de los siglos anteriores. Según él, los sacerdotes de esos tiempos eran los peores, porque hacían todo al revés de como deberían hacerlo; sólo les interesaban los bienes de este mundo, ya no cuidaban las almas ni les inquietaban los corazones de su pueblo, sino que sólo se preocupaban de obtener beneficios.

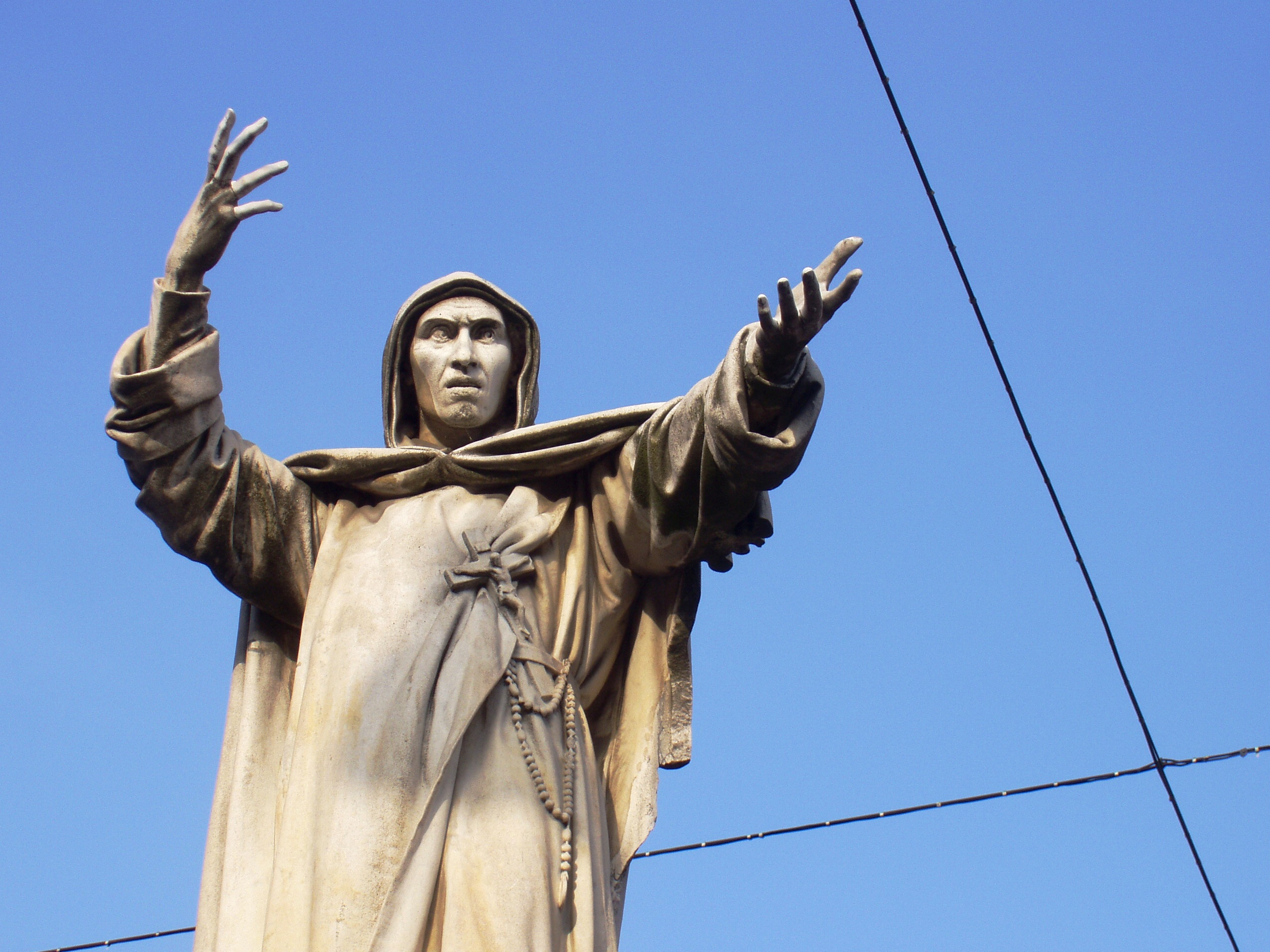
Estatua de Savonarola en Ferrara.

### En el Convento de San Marcos (1482-1487)
Finalmente, en 1482, la orden dominica lo envió a Florencia. En sus discursos hablaba sobre la pobreza, la sobriedad y el carácter fuerte que los verdaderos creyentes deben tener. Su violenta forma de hablar y sus críticas excesivas acabaron por desesperar al pueblo, por lo que debió dejar Florencia en 1487. Regresó a Bolonia, donde se convirtió en maestro de estudios. En su vida en el convento se distinguió por sus rigurosos ayunos y penitencias, incluyendo el maltrato que se daba con el cilicio y practicando una absoluta frugalidad, comiendo y bebiendo muy poco.

### En Lombardía (1488-1490)
Retornó a Florencia al convento de San Marcos, que abandonó para volver a Ferrara. En el convento de Santa Maria degli Angeli se dedicó con especial énfasis a la predicación después de haber estudiado técnicas para hacer discursos públicos.[cita requerida]

### El retorno a Florencia (1490-1498)

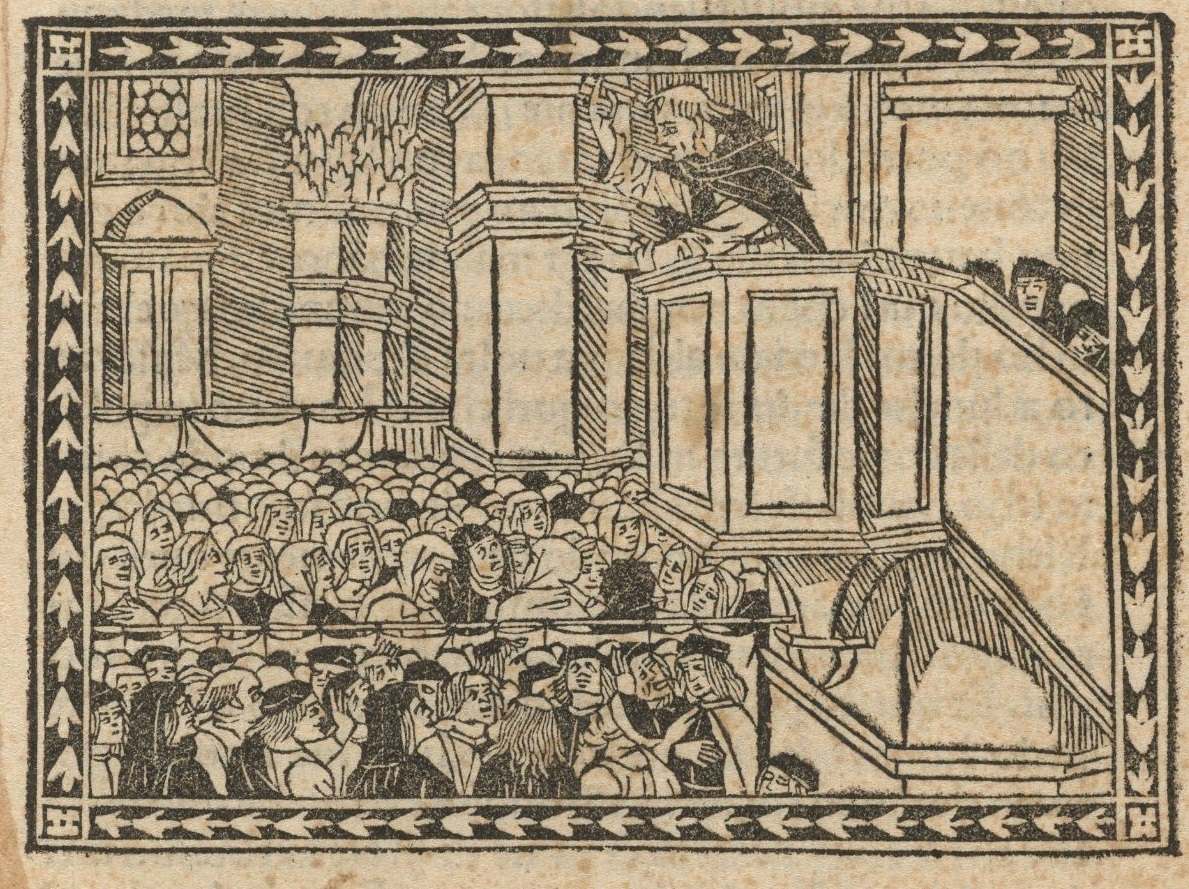
Girolamo Savonarola predicando

En 1491, a la edad de cuarenta y un años, se le entregó la titularidad de la iglesia de San Marcos en Florencia. Desde allí atacó al papa Inocencio VIII como "el más vergonzoso de toda la historia, con el mayor número de pecados, reencarnación del mismísimo diablo".
Sus ardientes predicaciones, llenas de avisos proféticos, no eran extrañas en la época, pero sus profecías parecían cumplirse con los desastres que estaba viviendo la ciudad de Florencia en esos años, como por ejemplo la derrota contra los franceses o el excesivo lujo de los ricos, que vivían rodeados de obras de arte, frente a miles de personas que vivían en la pobreza. En estas condiciones, la población se acercaba a Savonarola porque denunciaba todo esto. Otro desastre fue la epidemia de sífilis. Muchos llegaron a creer que Savonarola era el profeta de los "últimos tiempos".
La iglesia de San Marcos donde predicaba Savonarola fue conocida por su fanatismo. Savonarola no era un teólogo. No predicaba doctrinas. En su lugar, predicaba su idea de la vida cristiana. Afirmaba que un alma intachable era preferible a cualquier acto lujoso o ceremonia excesiva. Con sus críticas no intentaba hacer la guerra contra la Iglesia de Roma, sino que deseaba corregir sus pecados. Lorenzo de Médici, que gobernaba Florencia y mantenía con su dinero y con sus negocios a Miguel Ángel, también conocía a Savonarola. Se dice que Lorenzo llamó a Savonarola en su lecho de muerte en 1492 y Savonarola le maldijo, haciendo que Lorenzo terminase sus días, hasta el último suspiro, temiendo al infierno. Finalmente, Lorenzo y su hijo Pedro II de Médici se convirtieron en uno de los blancos de las predicaciones de Savonarola.

### La invasión francesa de Carlos VIII a Italia y la caída de los Médici de Florencia

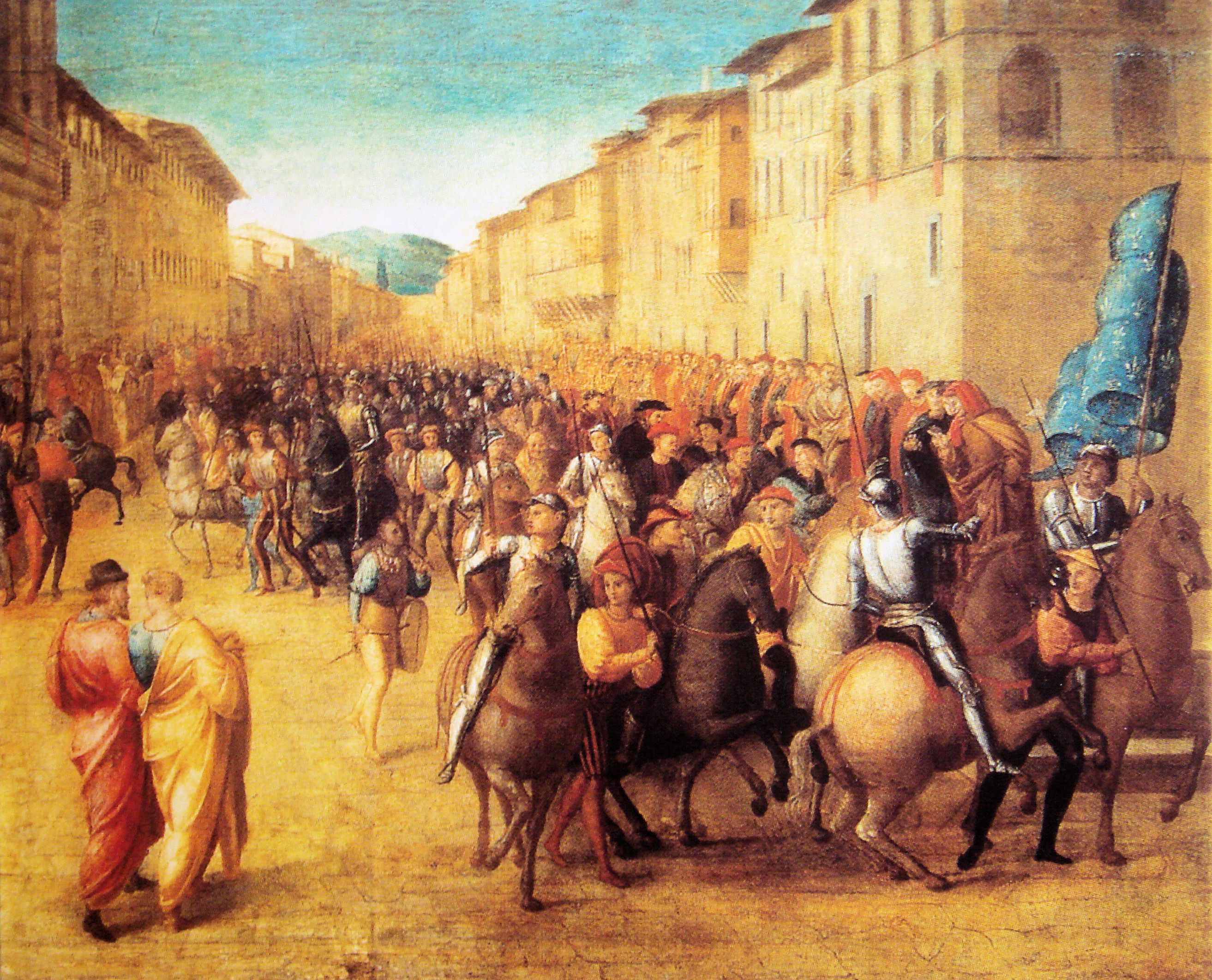
Tropas francesas al mando de Carlos VIII entrando en Florencia, 17 de noviembre de 1494, por Francesco Granacci.

El rey Carlos VIII de Francia quiso hacer valer su derecho a gobernar Nápoles, por lo que decidió entrar en Italia con su ejército y pasar por Florencia. Savonarola lo consideró un enviado del cielo para poner orden en el clero, que él consideraba impuro. El 8 de noviembre de 1494, en la Florencia invadida por el rey francés, estalló una sonada rebelión. Los gobernantes de la familia Médici fueron expulsados. 
Tras la expulsión de los Médici, Savonarola surge como líder de la ciudad y comienza entonces a gobernar la República Democrática de Florencia, de carácter fuertemente religioso y teocrático.
El poder de Savonarola se verá reflejado en la nueva constitución de Florencia: se declaró a Cristo como el rey de Florencia, se creó un Gran Consejo de Estado, los impuestos fueron reformados, prohibió la usura, se ordenó la administración de justicia y se eliminaron las instituciones (parlamentos) que habían explotado los Médici para mantener su dominio.
Como ahora estaba en el poder, persiguió ferozmente a los homosexuales, las bebidas alcohólicas, el juego, la ropa indecente y los cosméticos. Savonarola ordenó a la policía que buscara por la ciudad cualquier cosa que permitiera la vanidad o el pecado como tablas de juego, libros eróticos, peinetas, espejos, perfumes, cosméticos y ropa indecente (vestidos femeninos demasiado escotados, calzas masculinas demasiado apretadas) que fueron confiscados por la policía y echados a la llamada "hoguera de las vanidades", una inmensa hoguera que ardía en la plaza principal de la ciudad. También se quemaron instrumentos musicales, cuadros mitológicos, algunos obras maestras del Renacimiento, libros con la poesía profana de Petrarca y Boccaccio, libros de los antiguos escritores clásicos de la civilización romana y griega de incalculable valor, por ser considerados inmorales, y otras innumerables obras de cualquier disciplina. La violencia dirigida por Savonarola se extendió por toda la República de Florencia, en un intento de obligar a los ciudadanos a que retornasen a unas costumbres sencillas.
En estas condiciones, se formó un grupo contrario al gobierno de Savonarola, llamado los arrabbiati o los enojados, que son derrotados en las calles por los seguidores de Girolamo. Los mayores opositores a Savonarola fueron los frailes franciscanos, pues la iglesia franciscana de la Santa Cruz de Florencia pierde adeptos y se queda vacía debido a las predicaciones de Savonarola en la iglesia de los dominicos. El monje Francesco de la Curia se convirtió en la punta de lanza de los críticos de Savonarola.
En esta época, sus ataques contra la familia española del papa, la familia de Borja o Borgia, se volvieron todavía más fuertes, enemistándose definitivamente con el Duque de Milán y el papa Alejandro VI.

### Alejandro VI

Alejandro VI, rezando en un cuadro de Pinturicchio.

Savonarola atacó a los Borgia acusándolos de pecadores. Su feroz ataque se centró en Rodrigo Borgia, que poco después llegó a ser papa con el nombre de Alejandro VI. Savonarola atacó a los amigos de ese papa, acusándolos de pecadores, incestuosos y mentirosos. Alejandro VI pidió a Savonarola que cambiara su actitud intentando primero sobornarlo ofreciéndole el puesto de cardenal. El fraile no aceptó y se mantuvo en su conducta hostil al papa hasta su fallecimiento.

## Excomunión y ejecución

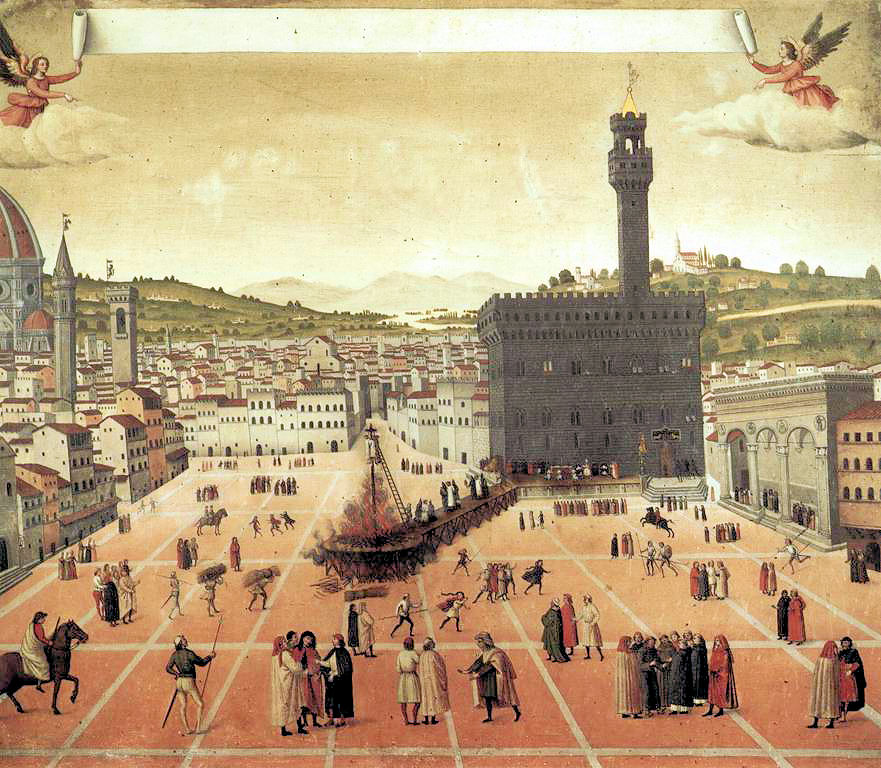
Pintura de la ejecución de Savonarola en la Plaza de la Señoría.

Irritado ante tantas críticas, el papa Alejandro VI amenazó a todos los habitantes de Florencia con la pena de entredicho, que significaba prohibir los sacramentos para todos los ciudadanos e impedir que los muertos se enterrasen en cementerios bendecidos, como era costumbre en esos años. Estas amenazas provocaron el terror entre el pueblo de Florencia. El 13 de mayo de 1497 Savonarola fue excomulgado de la Iglesia católica. El 11 de febrero de 1498, Savonarola volvió a subir al púlpito de Santa María del Fiore (Catedral de Florencia) para demostrar antes que nada la invalidez de aquella excomunión, y arremetió con mayor violencia contra la corte de Roma y el papa. Mientras tanto Savonarola había proyectado un concilio ecuménico antipapal que eventualmente depondría a Alejandro VI y para esto envió cartas a los más altos príncipes de la Cristiandad, los reyes de Francia, España, Inglaterra, Hungría y el Sacro Imperio Romano Germánico declarando que Alejandro VI no es verdadero papa y no debe ser reconocido como tal, y acusándolo de herejía, simonía, inmoralidad, no ser cristiano y no creer en la existencia de Dios.
Savonarola insinuó hacer milagros para probar su misión divina, pero cuando un predicador franciscano rival propuso probar esa misión caminando a través del fuego, perdió el control del discurso público. Su confidente, Fra Domenico da Pescia, se ofreció como su sustituto y Savonarola sintió que no podía darse el lujo de negarse. El 7 de abril de 1498 estaba todo preparado; sin embargo Fra Domenico no accede a entrar en las llamas sin acompañamiento de la eucaristía consagrada. Esta actitud llevó a las autoridades florentinas a cancelar el acto programado y el pueblo se volvió contra Savonarola y sus seguidores.
Sus enemigos asaltaron el convento de San Marcos y Savonarola intentó resistir con las armas, pero cuando se presentaron los funcionarios de la ciudad, los siguió. Él y Fra Domenico de Pescia fueron arrestados. Bajo tortura, Savonarola confesó haber inventado sus profecías y visiones. En su celda de prisión en la torre del palacio de gobierno, compuso meditaciones sobre los Salmos 51 y 31.
El proceso terminó con su sentencia de muerte, pronunciada el 22 de mayo de 1498 contra Savonarola, y juntamente contra Fra Domenico y Fra Silvestro. Los sentenciados recibieron los sacramentos de la confesión y la comunión. Se los despojó de sus dignidades eclesiásticas, como herejes, cismáticos y despreciadores de la Santa Sede, y luego fueron entregados al brazo secular, ahorcados y sus cuerpos incinerados en la hoguera; y para no dejar a los partidarios de Savonarola ninguna reliquia, se derramaron sus cenizas en el río Arno.

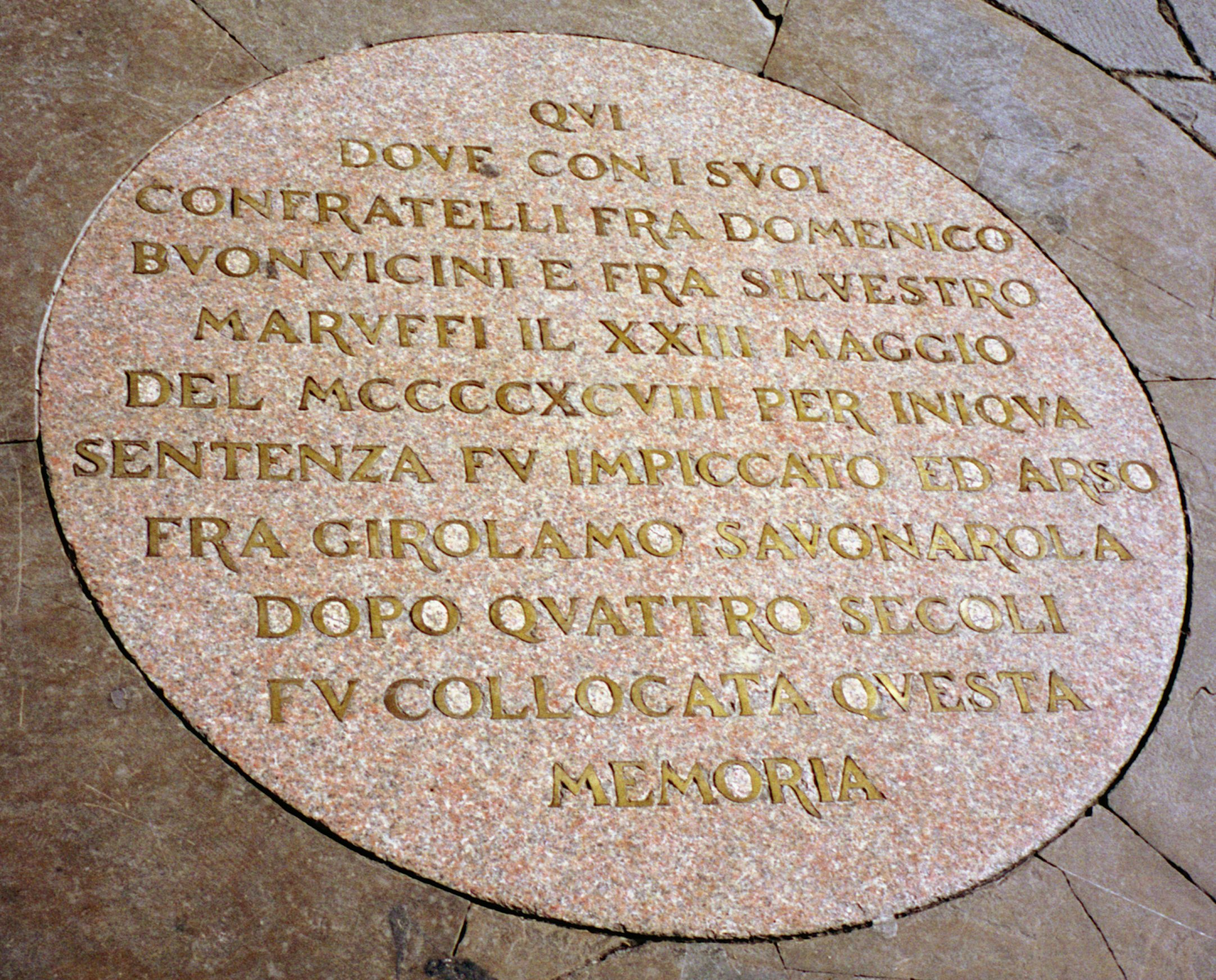
Placa conmemorativa del lugar en el que estaba situada la hoguera en la Plaza de la Señoria, Florencia.

La familia Médici volvió a recuperar el gobierno de Florencia en 1512.

## Carácter e influencia
En el aspecto personal, Savonarola poseía un carácter muy fuerte, y era fanático y carismático. Se lo compara a Martín Lutero en su denuncia de la corrupción de la Iglesia católica, pero no estableció ninguna base doctrinal, a diferencia del propio Lutero, precursor de la reforma protestante. Sin llegar a cuestionar los dogmas católicos, era un adelantado de la reforma moral que iban a traer el protestantismo y la Contrarreforma, aunque nunca pretendió dejar la Iglesia católica, sino solo criticar la actuación de sus autoridades en la época. 
Después de la muerte de Savonarola, se originó en Florencia el grupo conocido como piagnoni (literalmente, «llorones»), para conservar su memoria, organizado en una especie de gremio. También después de su muerte, los seguidores de la Orden de San Francisco que apoyaban las ideas de Savonarola, se organizaron junto a los demás seguidores de Girolamo, y en 1527 expulsaron de nuevo a los gobernantes de la familia Médici, estableciendo otra vez una cruel tiranía, que terminó en 1530, en la batalla de Gavinana.
Savonarola atrajo la admiración de muchos humanistas religiosos posteriores, quienes valoraron sus profundas convicciones espirituales, pasando por alto sus excesos como gobernante de Florencia. En el siglo XX, un movimiento para la canonización de Savonarola se inició entre los dominicos, al juzgar que su expulsión y ejecución habían sido injustas. Se inauguraron monumentos a Savonarola en Ferrara, Bolonia (junto a la Basílica Patriarcal de Santo Domingo de Guzmán, fundador de los dominicos) y Florencia.

## Posteridad
Cada año se celebra en Florencia el 23 de mayo La Fiorita, que recuerda la muerte y ejecución de Savonarola.
Los actos comienzan a las 10 horas con una misa en la capilla Priori del Palazzo Vecchio. A las 10:30 ofrenda floral en la Plaza de la Signoria y un desfile de la corte histórica, que llega al Ponte Vecchio a las 11, desde donde se lanzan pétalos de rosa en el río Arno.
Savonarola ha sido llevado al cine y la televisión en películas como A Season of Giants (1991), dirigida por Jerry London, con Steven Berkoff en el papel de Savonarola, y series como The Borgias (2011-2013) dirigida por Neil Jordan, con Steven Berkoff repitiendo en el papel de Savonarola, Borgia (2011-2014) de Tom Fontana, con Iain Glen interpretando el papel del fraile dominico, y Los Medici, señores de Florencia (2019), dirigida por Frank Spotnitz  e interpretada por Francesco Montanari. También hace acto de presencia en el videojuego Assassin's Creed 2 (2009).

## Sucesión
| Predecesor: Pedro II de Médici | Señor de Florencia (de facto) 1494 - 1498 | Sucesor: Piero Soderini |